# Universitat d'educació contínua de Krems
La Universitat d'Educació Contínua de Krems (alemany: Universität für Weiterbildung Krems) és una universitat austríaca especialitzada en formació continuada per a professionals que treballen. Es troba a Krems an der Donau, a la zona que es coneix com a Baixa Àustria.

## Història
Fundada el 1994, els primers 93 estudiants es van matricular l'any 1995, quan la institució va començar a funcionar amb programes d'Estudis Europeus i periodisme. El 2004, el parlament austríac va aprovar la Llei de la Universitat del Danubi (DUK-Gesetz) que atorgava a la institució els drets d'una universitat plena (com ara nomenar els seus propis professors). Més de 27.000 estudiants s'han graduat a la universitat. Des de la seva creació, la universitat s'ha especialitzat en la formació continuada de professionals en actiu. El 2024 oferia més de 200 cursos acadèmics i programes de grau en els camps de la medicina i salut; economia i Direcció d'Empreses; dret, administració i afers internacionals, educació, mitjans i comunicació, així com en art i cultura. Actualment, més de 8.000 estudiants (edat mitjana: 40 anys) de més de 90 països estudien a la universitat. El 26% dels estudiants provenen de països estrangers.

## Campus
La Universitat d'Educació Contínua de Krems es troba a la regió de Wachau, a tocar del Danubi, una zona que ha estat nomenada Patrimoni Cultural de la Humanitat per la UNESCO. Ocupa una antiga fàbrica de tabac renovada que es remunta a l'inici del segle XX i els nous edificis al Campus Krems ofereixen a estudiants i educadors espai per a la recerca i l'estudi. El disseny dels nous edificis és obra de l'arquitecte Dietmar Feichtinger, que situa davant la nau industrial del segle anterior una nova façana d'acer, vidre i alumini.